# Посольство США в Иерусалиме
Посольство Соединенных Штатов Америки в Иерусалиме является дипломатической миссией Соединённых Штатов Америки в Государстве Израиль. Оно расположено в Тальпиоте, районе на юго-востоке Иерусалима. В середине октября 2018 года Майк Помпео, госсекретарь при администрации Трампа, заявил, что новое посольство будет объединено с Генеральным консульством, через которое США поддерживали дипломатические отношения с Палестинской автономией. В настоящее время вся дипломатия между Соединёнными Штатами и палестинцами проводится через «Управление по делам Палестины» внутри американского посольства в Израиле.

## История
Посольство США в Израиле изначально было открыто в Тель-Авиве и находилось там до 2018 года. В 1995 году Конгресс США утвердил закон, согласно которому американское посольство должно было быть переведено в Иерусалим. Однако реализация этого закона откладывалась всеми президентами США начиная с Билла Клинтона и заканчивая Бараком Обамой.

### Переезд в Иерусалим из Тель-Авива
Посольство открылось в Иерусалиме 14 мая 2018 года, в 70-летие по григорианскому календарю создания современного Государства Израиль. Оно было перенесено со своего предыдущего места в Тель-Авиве администрацией Трампа и расположилось в здании бывшего консульства США в районе Арнона. Вступительную молитву произнес преподобный евангелист Роберт Джеффресс, а заключительную молитву произнес преподобный евангелист Джон К. Хейги.